# رود ایندرایانی
رود ایندرایانی رودی است که به رود بهیما می‌ریزد. این رود از کشور هند می‌گذرد.